# Sumajja Bin Sasi
Sumajja Bin Sasi (ur. 3 stycznia 1982) – tunezyjska zapaśniczka walcząca w stylu wolnym. Zajęła dwunaste miejsce na mistrzostwach świata w 2007. Mistrzyni igrzysk afrykańskich w 2007, a druga w 2003. Zdobyła cztery medale na mistrzostwach Afryki w latach 2003 - 2007. Siódma w Pucharze Świata w 2001 i 2002 roku.